# 闕成章
闕成章（1536年—？），字孔裁，號斐川，直隸蘇州府長洲縣人，匠籍，明朝政治人物。

## 生平
隆慶元年（1567年）丁卯科應天鄉試第五十一名舉人，隆慶二年（1568年）聯捷戊辰科會試第三百十七名，三甲第二百四十七名進士。授錢塘縣知縣，官至兵部員外郎。

## 家族
曾祖闕宗勝；祖父闕文榮；父闕奎，母周氏。慈侍下。弟闕成德。